# Distrikt Monsefú
Der Distrikt Monsefú liegt in der Provinz Chiclayo in der Region Lambayeque im Nordwesten von Peru. Der Distrikt hat eine Fläche von 44,94 km². Beim Zensus 2017 wurden 32.225 Einwohner gezählt. Im Jahr 1993 lag die Einwohnerzahl bei 27.986, im Jahr 2007 bei 30.123. Sitz der Distriktverwaltung ist die Stadt Monsefú.
Der Distrikt Monsefú befindet sich in der Küstenebene von Nordwest-Peru südsüdwestlich der Großstadt Chiclayo. Die letzten 19 Kilometer des Río Chancay vor dessen Mündung in den Pazifischen Ozean bilden die südliche Distriktgrenze. Der Distrikt Monsefú reicht bis auf etwa einen Kilometer an die Küste heran. Der Hauptort Monsefú befindet sich 12 km südsüdwestlich vom Stadtzentrum von Chiclayo entfernt. Im Distrikt wird bewässerte Landwirtschaft betrieben.
Der Distrikt Monsefú grenzt im Westen an den Distrikt Santa Rosa, im Norden an den Distrikt La Victoria, im Nordosten an die Distrikte Chiclayo und Pomalca sowie im Süden an die Distrikte Reque, Eten und Puerto Eten.